# Dichostatoides flavoguttatus
Dichostatoides flavoguttatus là một loài bọ cánh cứng trong họ Cerambycidae.